# Monterey (Schiff, 1931)
Die Monterey war ein US-amerikanisches Passagierschiff.

## Geschichte
Das Schiff wurde 1931 gebaut. Der Stapellauf erfolgte am 10. Oktober 1931, am 20. April 1932 wurde die Monterey an die Matson Navigation Co in San Francisco abgeliefert und ab Juni des Jahres für Kreuzfahrten von San Francisco nach Honolulu und Sydney eingesetzt.

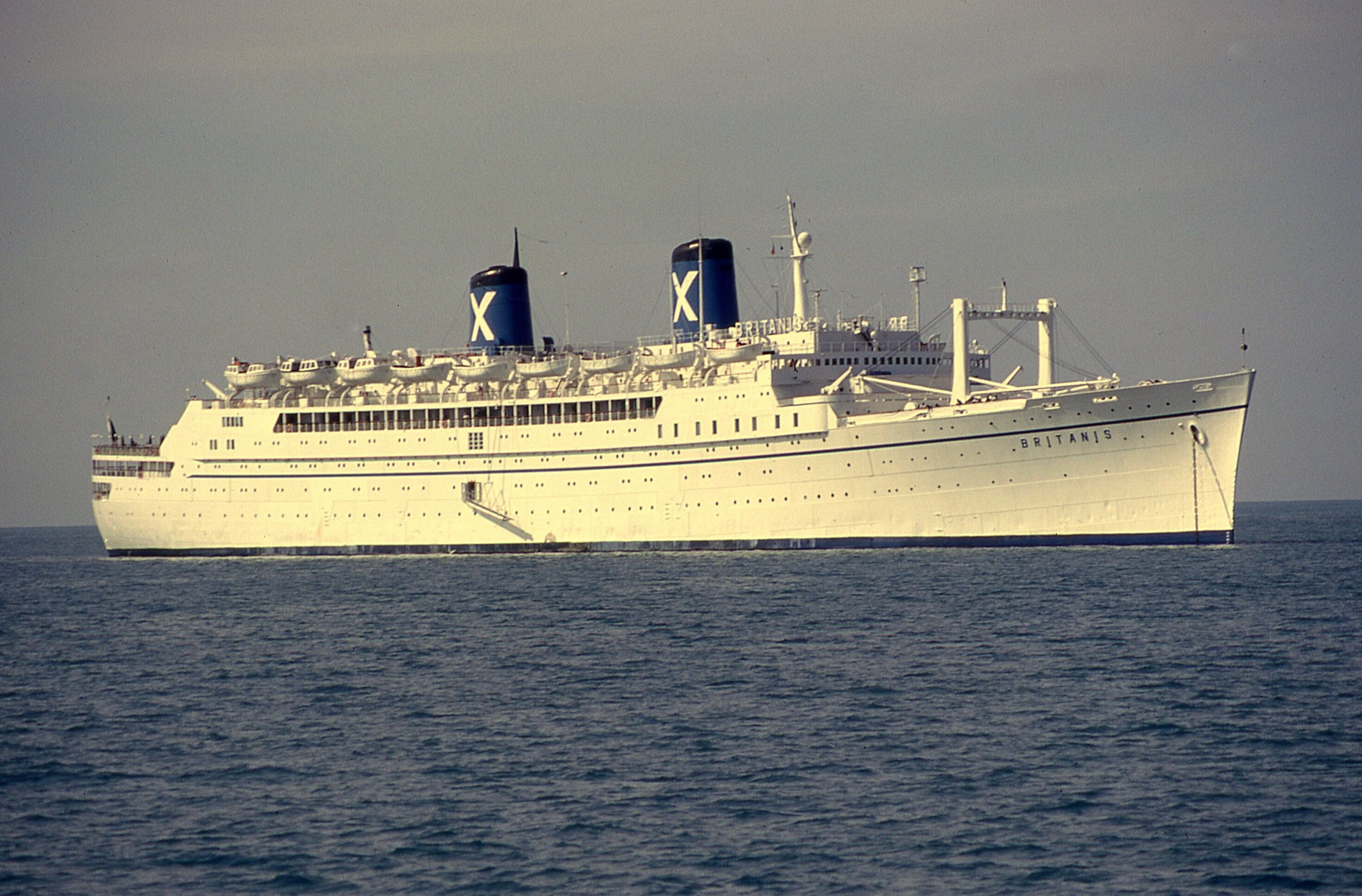
Die Britanis 1990 vor Key West

Ab Dezember 1941 wurde das Schiff als Truppentransporter für die U.S. Army eingesetzt. Nach dem Zweiten Weltkrieg sollte das Schiff ab 1946 wieder zum Passagierschiff umgebaut werden. Der Umbau wurde jedoch 1947 gestoppt und das Schiff zunächst aufgelegt. Von April 1956 bis Mai 1957 wurde das Schiff schließlich in Newport News umgebaut und anschließend als Matsonia zwischen San Francisco bzw. Los Angeles und Honolulu eingesetzt.
Nachdem die Passagierzahlen immer weiter zurückgegangen waren, wurde die Matsonia 1962 zunächst aufgelegt. Als jedoch das Schwesterschiff Lurline wegen Maschinenschäden ausgemustert und an die Reederei Chandris Lines verkauft worden war, wo sie später als Ellinis eingesetzt wurde, taufte man die Matsonia als Ersatz in Lurline um und setzte sie ab dem 6. Dezember 1963 wieder auf der alten Route ein.

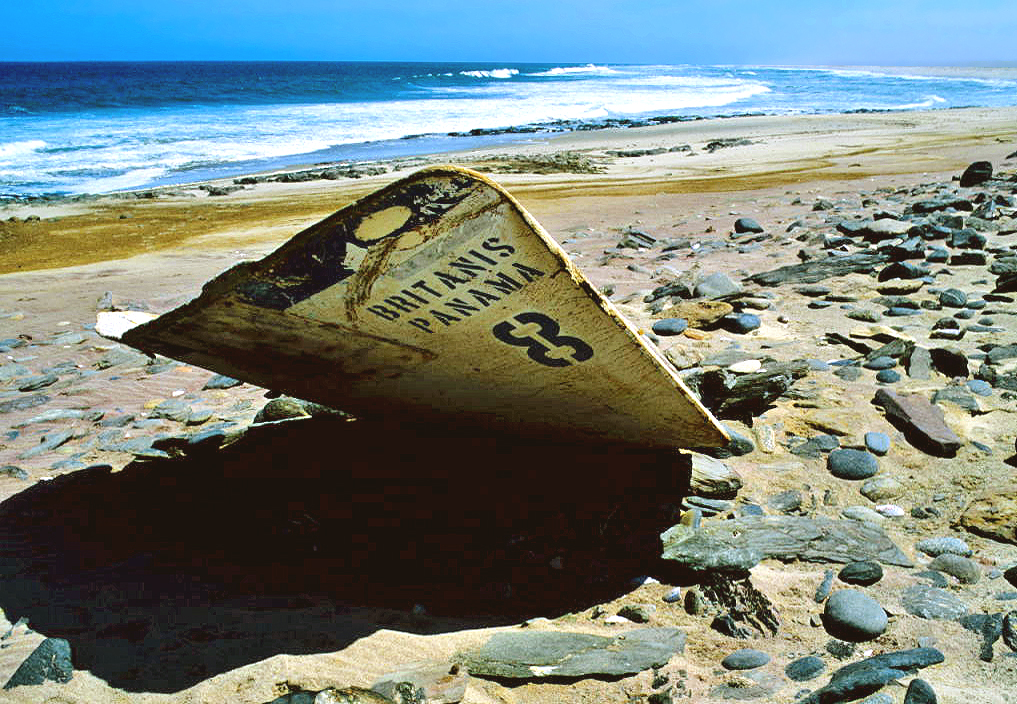
Wrackteil des Rettungsbootes Nummer 8 der Britanis im Jahr 2006 an der Skelettküste in Namibia

Im Juni 1970 wurde die „neue“ Lurline (Ex-Matsonia, ex-Monterey) an Ajax Navigation Co in Piräus verkauft und nach einem Umbau als Britanis im Liniendienst zwischen Großbritannien und Australien eingesetzt. Im Mai 1982 ging das Schiff an die Reederei Fantasy Cruises, die es für Bermuda-Kreuzfahrten einsetzte. Lange Zeit war die Britanis das dienstälteste Kreuzfahrtschiff der Welt.
1994 charterte das Military Sealift Command die Britanis, um sie in der Guantanamo Bay als Unterkunft für Flüchtlinge einzusetzen. Ab Ende Oktober 1995 lag das Schiff in Tampa auf.
Im Januar 1998 wurde die Britanis an einen neuen Eigentümer verkauft und in Belofin-1 umbenannt. Pläne, das Schiff in San Francisco als Hotelschiff zu nutzen, wurden aufgegeben. Im September 2000 wurde die ehemalige Monterey von dem ukrainischen Schlepper Iribis zur Verschrottung nach Indien geschleppt. Auf dem Weg dorthin bekam das Schiff Schlagseite und sank am 21. Oktober 2000 etwa 50 Seemeilen von Kapstadt entfernt.

## Schwesterschiffe
- Lurline, 1986 in Taiwan verschrottet
- Malolo, 1977 in Griechenland verschrottet
- Mariposa, 1974 in Taiwan verschrottet